# Сільєда
Сільєда (гал. Silleda, ісп. Silleda) — муніципалітет в Іспанії, у складі автономної спільноти Галісія, у провінції Понтеведра. Населення — 9248 осіб (2009).
Муніципалітет розташований на відстані близько 460 км на північний захід від Мадрида, 45 км на північний схід від Понтеведри.

## Демографія
Динаміка населення (INE ):

## Галерея зображень

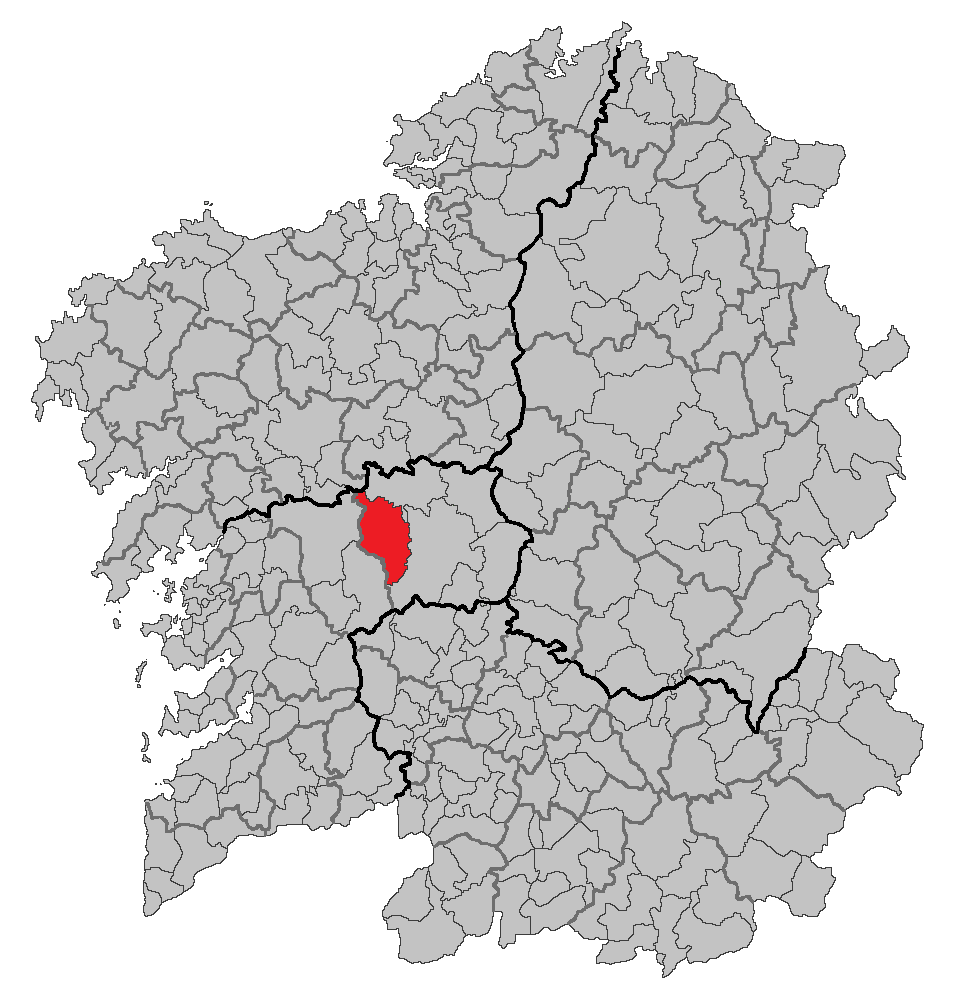
Розташування муніципалітету